# Die zweite Mutter (1913)
Die zweite Mutter, auch bekannt unter dem Titel Seine zweite Frau, ist ein deutsches Stummfilmmelodram aus dem Jahre 1913 von Heinrich Bolten-Baeckers mit Georg Molenar und Mizzi Parla in den Hauptrollen.

## Handlung
Die Protagonistin der Geschichte, die verarmte Bankierstochter Elly, deren Vater sich umgebracht hat, kommt eines Tages in das Haus eines wohlhabenden Gutsbesitzers, wo sie als Gouvernante des Töchterchens ihren Lebensunterhalt verdienen will. Der verwitwete Gutsbesitzer Gernsdorf heiratet eines Tages eine Frau, die für die Tochter zur zweiten Mutter werden soll. Diese Frau, eine Opernsängerin, verband einst eine Affäre mit dem Ellys Ex, was zu heiklen Verwicklungen im Beziehungsgeflecht des Haushaltes führt. Denn nicht nur, dass die neue Gattin des Gutsbesitzers die Gouvernante ständig zu demütigen versucht, nein, Ellys Ex geht, nachdem ihn Gernsdorf zwischenzeitlich zur Jagd auf das Gut eingeladen hatte, nunmehr hier auch noch ein und aus und nimmt die Liaison mit der neuen Gutsherrin wieder auf.
Das Kind leidet unter dem Desinteresse der zweiten Frau seines Vaters und sucht immer mehr Trost bei seiner Gouvernante. Der ständigen Kränkungen und Demütigen durch die zweite Ehefrau und deren Liebhaber überdrüssig, verlässt Elly eines Tages Haus und Hof und lässt das Kind schutzlos zurück. Eines Tages wird die Tochter Zeugin, wie die zweite Mutter sich von ihrem Dauergast küssen lässt. Vollkommen verwirrt, hinterlässt das Mädchen ihrem Vater ein Schreiben, in dem es ihm nicht nur vom Fremdgehen seiner zweiten Frau berichtet, sondern überdies auch noch mitteilt, dass es fortläuft, um ein neues Heim bei der ehemaligen Gouvernante zu finden. Sofort eilt Gernsdorf seiner Tochter nach und trifft sie bei Elly an. Wissend, dass er nur in seiner Tochter und Elly aufrichtige Menschen um sich hatte, bittet er beide, mit ihm auf den Gutshof zurückzukehren.

## Produktionsnotizen
Die zweite Mutter passierte die Filmzensur im Oktober 1913 und wurde kurz darauf uraufgeführt. In Österreich-Ungarn fiel die Premiere des Films, der hier unter dem Titel Seine zweite Frau anlief, auf den 12. Dezember 1913. Der Sechsakter besaß eine Länge von etwa 1600 Meter.

## Kritiken
Das Neue Wiener Tagblatt nannte den Film ein „modernes Gesellschaftsschauspiel“, dass „in lebenswahrer Weise ein ebenso spannendes als packendes Sujet“ behandele.
Das Grazer Tagblatt befand: „Dieses Kunstwerk … zeichnet sich durch vornehme Ausstattung, wunderbare Realistik, packendes Spiel und eine überaus scharfe Photographie aus“.